# Giorgio Cargioli
Giorgio Cargioli, né le 4 mars 1922 à Lerici (Ligurie), est un coureur cycliste italien, professionnel de 1947 à 1954.

## Palmarès
- 1947
  - Coppa Andrea Boero
  - Grand Prix Romito Magra
  - Grand Prix Ceramisti
- 1948
  -  Champion d'Italie sur route des indépendants
  - Trophée Baracchi
  - 2e de la Coppa Bernocchi

## Résultats sur les grands tours

### Tour d'Italie
3 participations
- 1948 : 30e
- 1949 : abandon
- 1950 : abandon